# 아들러에 관한 책
《아들러에 관한 책》(덴마크어: Bogen om Adler, 부제: The Religious Confusion of the Present Age, Illustrated by Magister Adler as a Phenomenon, A Mimical Monograph)은 덴마크의 철학자 쇠렌 키르케고르의 저서로, 후기의 저작이다. 부제는 "현 시대의 종교적인 혼동, 그 현상으로서 아들러 종교감이 그린 유사 모노그래프"이다. 
키르케고르가 죽은 뒤 1872년에 출간되었다. 이 책은 부분적으로 자신이 계시를 받았다고 주장한 아돌프 피터 아들러 목사에 대한 저술이다. 일부 의문스런 행동을 보인 이후에, 아들러는 목사직에서 해고되었다. 이후에 아들러는 자신의 저술이 천재성에 의한 것이며, 계시에 의한 것이 아니라고 주장했다. 책의 나머지 부분은 권위의 개념이 아들러의 상황과 어떻게 연관되는지에 초점을 맞추고 있다.   
키르케고르를 연구한 학생인 요한네스 호흐렌베르크는 이 책에 대해 이렇게 말했다. "이 책은 이례적일 정도로 무언가를 드러내는 책입니다. 왜냐하면 이 책은 다른 어떤 책보다 키르케고르의 의견을 잘 보여주기 때문입니다. 만약에 우리가 '질적인 변증법이란 무엇인가'라는 명확한 질문에 답하기를 원한다면, 반드시 아들러에 관한 책을 공부해야 합니다."